# Västra Storsjöbygdens församling
Västra Storsjöbygdens församling är en församling i Norra Jämtlands kontrakt i Härnösands stift och i Åre kommun. Församlingen ligger väster om Storsjön i Storsjöbygden (därav namnet) i västra Jämtland och ingår i Åre pastorat.

## Administrativ historik
Västra Storsjöbygdens församling bildades år 2006 genom sammanslagning av församlingarna Hallen, Marby, Mattmar och Mörsil. Församlingen utgjorde till 2018 ett eget pastorat för att därefter ingå i Åre pastorat.

## Församlingens kyrkor
- Hallens kyrka
- Marby gamla kyrka
- Marby nya kyrka
- Mattmars kyrka
- Mörsils kyrka